# Walter Fladerer
Walter Fladerer (* 21. Februar 1940; † 19. November 2024 in Georgensgmünd) war ein deutscher Fußballspieler. Der Offensivspieler absolvierte in der Debütsaison der Fußball-Bundesliga, 1963/64, beim 1. FC Nürnberg ein Ligaspiel.

## Karriere
Fladerer kam zur Saison 1963/64, dem Debütjahr der Fußball-Bundesliga, aus dem bayerischen Amateurfußball vom TSV Georgensgmünd zum Bundesligisten 1. FC Nürnberg. Im Team vom „Club“, das bis Ende Oktober von Trainer Herbert Widmayer und danach vom Ungar Jenő Csaknády betreut wurde, kam er im Rundenverlauf zu einem Einsatz. Am 26. Spieltag, den 4. April 1964, kam er zu einem 90-minütigen Einsatz beim Heimspiel gegen den VfB Stuttgart, das Spiel endete 0:0. Fladerer stürmte im damaligen WM-System für Kurt Dachlauer auf Rechtsaußen an der Seite von Max Morlock, Heinz Strehl, Heini Müller und Richard Albrecht. Auch die zwei weiteren Neuzugänge des 1. FC Nürnberg, Hermann Marchl und Karl Schmidt, konnten sich nicht in der Bundesliga etablieren. Nürnberg wurde Neunter und Fladerer wechselte in die Fußball-Regionalliga Süd.
Er spielte in der Saison 1964/65 beim FC Schweinfurt 05. Unter Trainer Fritz Käser debütierte er am ersten Spieltag, den 9. August 1964, bei einem 3:0-Heimerfolg gegen den SV Waldhof Mannheim in der Elf der Grün-Weißen. Zu Saisonende stand der 15. Tabellenplatz zu Buche, zudem Fladerer elf Einsätze mit einem Tor an der Seite von Mitspielern wie Rolf Schweighöfer, Robert Gehling, Heinz Krämer und Rolf Kupfer beisteuerte. Im Sommer 1965 endete die Laufbahn von Fladerer im Lizenzfußball.
Fladerer war Maurermeister.